# Arformoterolo
Arformoterolo, spesso commercializzato come sale tartrato, è un composto a lunga durata d'azione, con attività di tipo agonista selettivo sui recettori β2-adrenergici. Come farmaco viene utilizzato per ridurre il broncospasmo in alcune condizioni patologiche quali l'asma e la broncopneumopatia cronica ostruttiva. Questi disturbi della respirazione si caratterizzano per un marcato restringimento (secondario allo spasmo della muscolatura bronchiale ed all'infiammazione delle vie aeree) a carico delle vie aeree che trasportano aria ai polmoni attraverso i bronchi e le loro ramificazioni più fini.
Arformoterolo è la forma attiva, più precisamente l'enantiomero (R,R) del formoterolo. La molecola non è commercializzata in Italia ma è stata approvata in altri paesi, ad esempio negli Stati Uniti da parte della locale agenzia del farmaco, la Food and Drug Administration, a partire dall'ottobre 2006 per il trattamento della bpco.

## Farmacocinetica
Dopo somministrazione per via inalatoria la biodisponibilità della molecola è approssimativamente del 25% dovuta all'assorbimento intestinale e soprattutto all'assorbimento tramite il polmone. Il picco di concentrazione plasmatica viene raggiunto entro un'ora dall'assunzione.
Il picco degli effetti farmacologici si verifica entro 1-3 ore dalla somministrazione e perdura per circa 12 ore.
Il legame con le proteine plasmatiche è variabile tra il 56% ed il 65%.
La molecola è ampiamente trasformata a livello epatico, principalmente in metaboliti glucuronide, grazie ad isoenzimi della uridina difosfato glucuronosiltransferasi (UGT) ed in coniugati solfati. In misura più limitata è metabolizzata dal CYP2D6 e da isoenzimi CYP2C19 in metaboliti O-demetilati. L'escrezione avviene principalmente con le urine (circa il 67%), sotto forma di metaboliti e in misura minore con le feci (circa 22%) nel giro di 14 giorni. L'emivita allo steady state è pari a 26 ore.

## Usi clinici
Il farmaco viene utilizzato nel trattamento a lungo termine della broncocostrizione associata alla BPCO (bronchite cronica ed enfisema).
Come altri agonisti β2-adrenergici a lunga durata d'azione trova indicazione nella terapia di mantenimento di pazienti con BPCO moderata o severa (rispettivamente FEV1 ≥ 50 e <80% del predetto e FEV1 <30% del predetto) che continuano ad essere sintomatici nonostante la terapia al bisogno con broncodilatatori a breve durata d'azione (ad esempio, ipratropio od altri agonista β2-adrenergici).
Il trattamento regolare con broncodilatatori a lunga durata d'azione è più efficace e conveniente rispetto al trattamento con broncodilatatori a breve durata d'azione.

## Effetti collaterali ed indesiderati
In corso di trattamento con arformoterolo gli effetti avversi segnalati con maggiore frequenza sono: dolore non specificato, dolore toracico, dorsalgia e lombalgia, crampi muscolari (in particolare alle gambe), difficoltà respiratoria, cefalea, ansia, palpitazioni, cardiopalmo, sindrome simil influenzale, edemi periferici. L'ipokaliemia associata ad alcuni degli effetti avversi segnalati può comportare un incremento del rischio cardiovascolare.
In alcuni pazienti arformoterolo può comportare l'insorgenza di tremori fini a carico della muscolatura scheletrica. I tremori sono evidenziabili con maggiore facilità alle mani.
Questo effetto avverso, tipico e comune a tutti gli stimolanti beta-adrenergici, è in strettamente correlato al dosaggio utilizzato.
Come per altre sostanze ad azione broncodilatatrice somministrate per via inalatoria, è possibile che si verifichi un broncospasmo paradosso, un grave effetto collaterale potenzialmente letale per il paziente.

## Controindicazioni
Il farmaco è controindicato nei soggetti con ipersensibilità nota al principio attivo, al formoterolo tartrato, oppure ad uno qualsiasi degli eccipienti della formulazione farmaceutica.

## Interazioni
- Farmaci che prolungano l'intervallo QT: la co-somministrazione con arformoterolo deve essere effettuata con estrema cautela per il possibile aumentato rischio di aritmie ventricolari e torsioni di punta.
- Beta-bloccanti (propranololo, metoprololo, bisoprololo ed altri): la contemporanea somministrazione di farmaci betabloccanti e arformoterolo non è indicata. Questi medicinali possono bloccare l'azione polmonare del beta-agonista ed indurre grave broncospasmo nei pazienti con storia di asma. In situazioni eccezionali, ad esempio nei soggetti con pregresso infarto del  miocardio, il ricorso a beta-bloccanti cardioselettivi può essere necessario, anche se la loro somministrazione deve sempre avvenire con estrema cautela.[8]
- Diuretici: la contemporanea assunzione di arformoterolo e diuretici non risparmiatori di potassio (ad esempio diuretici dell'ansa o tiazidici) può causare una riduzione della concentrazione plasmatica di potassio ed alterazioni elettrocardiografiche, in particolare quando si eccedono i normali dosaggi. Arformoterolo, soprattutto a dosi elevate, stimola la captazione di potassio da parte delle cellule, riducendone la disponibilità a livello extracellulare. In caso di co-somministrazione si deve quindi monitorare regolarmente la kaliemia.[9]

## Gravidanza ed allattamento
Il profilo di sicurezza di arformoterolo durante la gravidanza e l'allattamento non è ancora stato adeguatamente stabilito.  La Food and Drug Administration (FDA) ha inserito arformoterolo in classe C per l'uso in gravidanza. In questa classe sono inseriti i farmaci privi di studi controllati sulle donne ma i cui studi sugli animali hanno rilevato effetti dannosi sul feto (teratogenico, letale o altro), oppure i farmaci per i quali non sono disponibili studi né sull'uomo né sull'animale.
Non è noto se arformoterolo sia escreto nel latte materno. Studi eseguiti su formoterolo tartrato avevano dimostrato che la molecola può essere rinvenuta nel latte delle ratte trattate. Si ritiene perciò che precauzionalmente il farmaco non dovrebbe essere utilizzato da donne che allattano al seno.

## Sovradosaggio
In caso di sovradosaggio i sintomi che vengono accusati dal paziente sono quelli tipicamente in relazione con i  β2-stimolanti, ed in particolare vertigini, secchezza delle fauci, aritmie cardiache, cefalea, iperglicemia, ipertensione arteriosa, tremore, ipokaliemia, acidosi metabolica, crampi muscolari, nausea, nervosismo, palpitazioni, angina pectoris.